# Nationaldivision 2005/06
Die Nationaldivision 2005/06 war die 92. Spielzeit der höchsten luxemburgischen Fußballliga.
Der Fußballverein F91 Düdelingen konnte den Titel erfolgreich verteidigen und gewann die fünfte Meisterschaft seit der Neugründung des Vereins.

## Meisterschaftsformat
Die zwölf Teams spielten zuerst einen Grunddurchgang bestehend aus einer einfachen Hin- und Rückrunde. Danach traten die vier besten Teams im Meisterplayoff gegeneinander an. Die restlichen acht Mannschaften wurden in zwei Gruppen aufgeteilt und spielten um den Klassenerhalt. Die Punkte aus dem Grunddurchgang wurden dabei jeweils mitgenommen.
Jede dieser drei Gruppen wurde wieder in einer Hin- und Rückrunde ausgetragen. Die beiden Letzten der Abstiegsgruppen traten in Relegationsspielen gegen das dritt- bzw. viertplatzierte Team der Ehrenpromotion an. Da die Liga zur nächsten Saison auf 14 Teams aufgestockt wurde, musste kein Team direkt absteigen.

## Grunddurchgang
| Pl. | Verein              | Sp. | S  | U | N  | Tore    | Diff. | Punkte |
| --- | ------------------- | --- | -- | - | -- | ------- | ----- | ------ |
| 1.  | F91 Düdelingen (M)  | 22  | 16 | 3 | 3  | 063:150 | +48   | 51     |
| 2.  | Jeunesse Esch       | 22  | 14 | 2 | 6  | 049:190 | +30   | 44     |
| 3.  | Etzella Ettelbrück  | 22  | 13 | 1 | 8  | 048:360 | +12   | 40     |
| 4.  | CS Grevenmacher     | 22  | 12 | 2 | 8  | 051:270 | +24   | 38     |
| 5.  | FC Wiltz 71         | 22  | 9  | 7 | 6  | 036:270 | +9    | 34     |
| 6.  | UN Käerjéng 97 (N)  | 22  | 10 | 4 | 8  | 036:330 | +3    | 34     |
| 7.  | RFC Union Luxemburg | 22  | 10 | 4 | 8  | 031:300 | +1    | 34     |
| 8.  | CS Petingen (P)     | 22  | 10 | 2 | 10 | 029:330 | −4    | 32     |
| 9.  | Swift Hesperingen   | 22  | 6  | 8 | 8  | 031:370 | −6    | 26     |
| 10. | Victoria Rosport    | 22  | 6  | 5 | 11 | 024:420 | −18   | 23     |
| 11. | US Rumelange (N)    | 22  | 3  | 3 | 16 | 020:580 | −38   | 12     |
| 12. | FC Avenir Beggen    | 22  | 0  | 5 | 17 | 010:710 | −61   | 05     |

| (M) | amtierender luxemburgischer Meister     |
| (P) | amtierender luxemburgischer Pokalsieger |
| (N) | Neuaufsteiger aus der Ehrenpromotion    |

## Playoffs

### Meisterplayoff
| Pl. | Verein             | Sp. | S  | U | N  | Tore    | Diff. | Punkte |
| --- | ------------------ | --- | -- | - | -- | ------- | ----- | ------ |
| 1.  | F91 Düdelingen (M) | 28  | 20 | 4 | 4  | 083:220 | +61   | 64     |
| 2.  | Jeunesse Esch      | 28  | 17 | 2 | 9  | 058:360 | +22   | 53     |
| 3.  | Etzella Ettelbrück | 28  | 16 | 1 | 11 | 059:470 | +12   | 49     |
| 4.  | CS Grevenmacher    | 28  | 13 | 3 | 12 | 058:390 | +19   | 42     |

| (M) | amtierender luxemburgischer Meister |

### Abstiegsplayoff Gruppe 1
Aufgrund der Ergebnisse des Grunddurchgangs kamen nur mehr der US Rumelange und Swift Hesperingen als theoretische Relegationsteilnehmer in Frage.
| Pl. | Verein              | Sp. | S  | U | N  | Tore    | Diff. | Punkte |
| --- | ------------------- | --- | -- | - | -- | ------- | ----- | ------ |
| 1.  | FC Wiltz 71         | 28  | 13 | 8 | 7  | 049:360 | +13   | 47     |
| 2.  | RFC Union Luxemburg | 28  | 12 | 5 | 11 | 040:390 | +1    | 41     |
| 3.  | Swift Hesperingen   | 28  | 9  | 9 | 10 | 041:440 | −3    | 36     |
| 4.  | US Rumelange (N)    | 28  | 4  | 4 | 20 | 025:700 | −45   | 16     |

| (N) | Neuaufsteiger aus der Ehrenpromotion |

### Abstiegsplayoff Gruppe 2
Da die Punkte aus dem Grunddurchgang mitgenommen wurden, kamen nur mehr Victoria Rosport und der FC Avenir Beggen als theoretische Relegationsteilnehmer in Frage. Aufgrund der 18 Punkte Rückstand und des wesentlich schlechteren Torverhältnisses gegenüber Victoria Rosport stand Avenir Beggen praktisch bereits vor den sechs Playoffspielen als Gruppenletzter fest.
| Pl. | Verein             | Sp. | S  | U | N  | Tore    | Diff. | Punkte |
| --- | ------------------ | --- | -- | - | -- | ------- | ----- | ------ |
| 1.  | CS Petingen (P)    | 28  | 12 | 4 | 12 | 039:400 | −1    | 40     |
| 2.  | UN Käerjéng 97 (N) | 28  | 10 | 7 | 11 | 044:460 | −2    | 37     |
| 3.  | Victoria Rosport   | 28  | 8  | 8 | 12 | 034:500 | −16   | 32     |
| 4.  | FC Avenir Beggen   | 28  | 4  | 5 | 19 | 018:790 | −61   | 17     |

| (P) | amtierender luxemburgischer Pokalsieger |
| (N) | Neuaufsteiger aus der Ehrenpromotion    |

## Relegation
Beide Erstligateams verloren ihre auf neutralem Boden ausgetragenen Relegationsspiele und mussten in die Ehrenpromotion absteigen.
| Paarung   | FC Avenir Beggen – FC Monnerich          |
| Ergebnis  | 2:3 n. V.                                |
| Datum     | 28. Mai 2006                             |
| Stadion   | Terrain Route de Luxembourg, Junglinster |
| Zuschauer | 730                                      |
| Tore      | unbekannt                                |

| Paarung  | US Rumelange – FC Mamer 32    |
| Ergebnis | 0:0 n. V., 3:4 i. E.          |
| Datum    | 28. Mai 2006                  |
| Stadion  | Stade Municipal, Schifflingen |
| Tore     | Elfmeterschießen: unbekannt   |